# 銀頰脂鯉
銀頰脂鯉（学名：Apareiodon argenteus）為輻鰭魚綱脂鯉目脂鯉亞目下口半脂鯉科的其中一個種，分布於南美洲托坎廷斯河上游流域，體長可達7.6公分，棲息在河川中底層，生活習性不明。